# Galatro
Galatro és un comune (municipi) de la Ciutat metropolitana de Reggio de Calàbria, a la regió italiana de Calàbria, situat a uns 60 km al sud-oest de Catanzaro i a uns 60 km al nord-est de Reggio de Calàbria. A 1 de gener de 2019 la seva població era de 1.624 habitants.
Galatro limita amb els municipis següents: Fabrizia, Feroleto della Chiesa, Grotteria, Mammola, San Pietro di Caridà, Giffone, Laureana di Borrello i Maropati.